# Barachois
Een barachois is een lagune die gedeeltelijk of volledig van de zee gescheiden wordt door een smalle schoorwal of strandwal bestaande uit zand of keien. De term wordt gebruikt in Atlantisch Canada en in enkele (voormalige) Franse eilandgebieden, met name het bij Canada gelegen Saint-Pierre en Miquelon en het in de Indische Oceaan gelegen Mauritius, Réunion en de Chagosarchipel.
In de meeste gevallen ontstaat de schoorwal door sediment dat door een rivier meegesleurd is tot aan zijn monding. Een andere mogelijkheid is dat de barachois ontstaan is door een tombolo (zoals die op Miquelon). Een lagune die niet verbonden is met de zee kan ook een barachois zijn wanneer de natuurlijke afsluiting bij hoogtij steeds overstroomt.

## Benaming
De oorspronkelijke benaming is barratxoa, een Baskische term die "kleine zandbank" betekent. De spelling van deze term werd later verbasterd naar barachois, wat fonetisch gelijk is maar dan gespeld in het Frans. Op Newfoundland is de term, onder invloed van het Engels, op sommige plaatsen verder geëvolueerd tot barasway.

## Voorbeelden

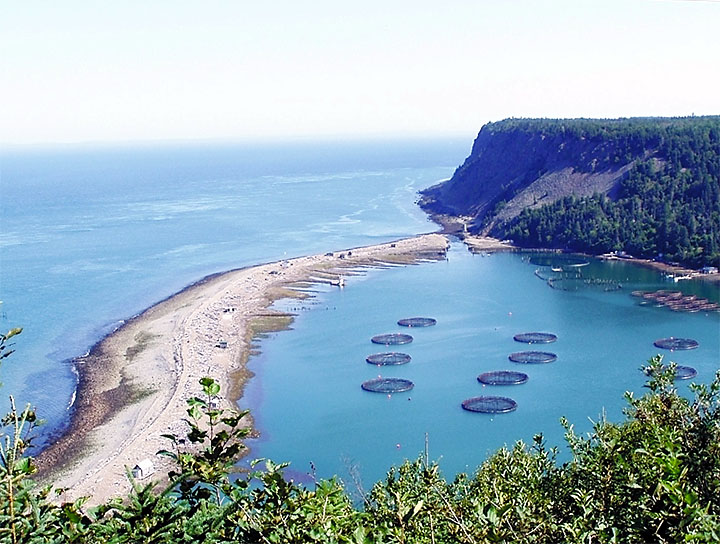
Dark Harbour, gelegen op Grand Manan, is een typisch voorbeeld van een barachois

Verschillende plaatsen die gelegen zijn aan een barachois, of rivieren die een barachois aan hun monding hebben, dragen de term of een variant erop in hun naam.
Canada
- Dark Harbour, een barachois op Grand Manan (New Brunswick)
- Heel wat rivieren op Newfoundland hebben een barachois aan hun monding, waaronder de Fischells Brook, de Little Barachois Brook, de Little Barasway Brook, de Middle Barachois, de Robinsons en de Windmill Brook.
- Great Barasway en Little Barasway, twee aangrenzende gehuchten op Newfoundland
- Barachois, een gehucht in de gemeente Percé (Quebec)

Saint-Pierre en Miquelon
- Grand Barachois, een grote barachois op het eiland Miquelon
- Barachois, de naam van de haven van de stad Saint-Pierre

Réunion
- Le Barachois, een wijk in de stad Saint-Denis